# Aino Sibelius
Aino Sibelius (de soltera Järnefelt; 10 de agosto de 1871-8 de junio de 1969) fue la esposa del compositor finés Jean Sibelius. Pasaron la mayoría de sus 65 años de vida de casados en su casa Ainola, cerca del lago Tuusula, Järvenpää, Finlandia. Tuvieron seis hijas: Eva (1893-1978), Ruth (1894-1976), Kirsti (1898-1900), Katarina (1903-1984), Margareta (1908-1988) y Heidi (1911-1982).

## Biografía

### Infancia
Aino Järnefelt nació en Helsinki, en la estricta y disciplinada familia del general Alexander Järnefelt y su esposa Elisabeth (de soltera Clodt von Jürgensburg) en 1871. Tuvo seis hermanos mayores, incluyendo el escritor Arvid Järnefelt, el pintor Eero Järnefelt y el compositor y director de orquesta Armas Järnefelt.
Fue su hermano Armas quien trajo a su amigo y compañero de estudios, Jean Sibelius, a la casa de la familia en el invierno de 1889. En el momento, el escritor Juhani Aho estaba cortejando a Aino, pero no recibió la respuesta que buscaba. En los próximos años, Aino se comprometió con Jean Sibelius, y se casaron con la bendición de su padre en Maxmo el 10 de junio de 1892.

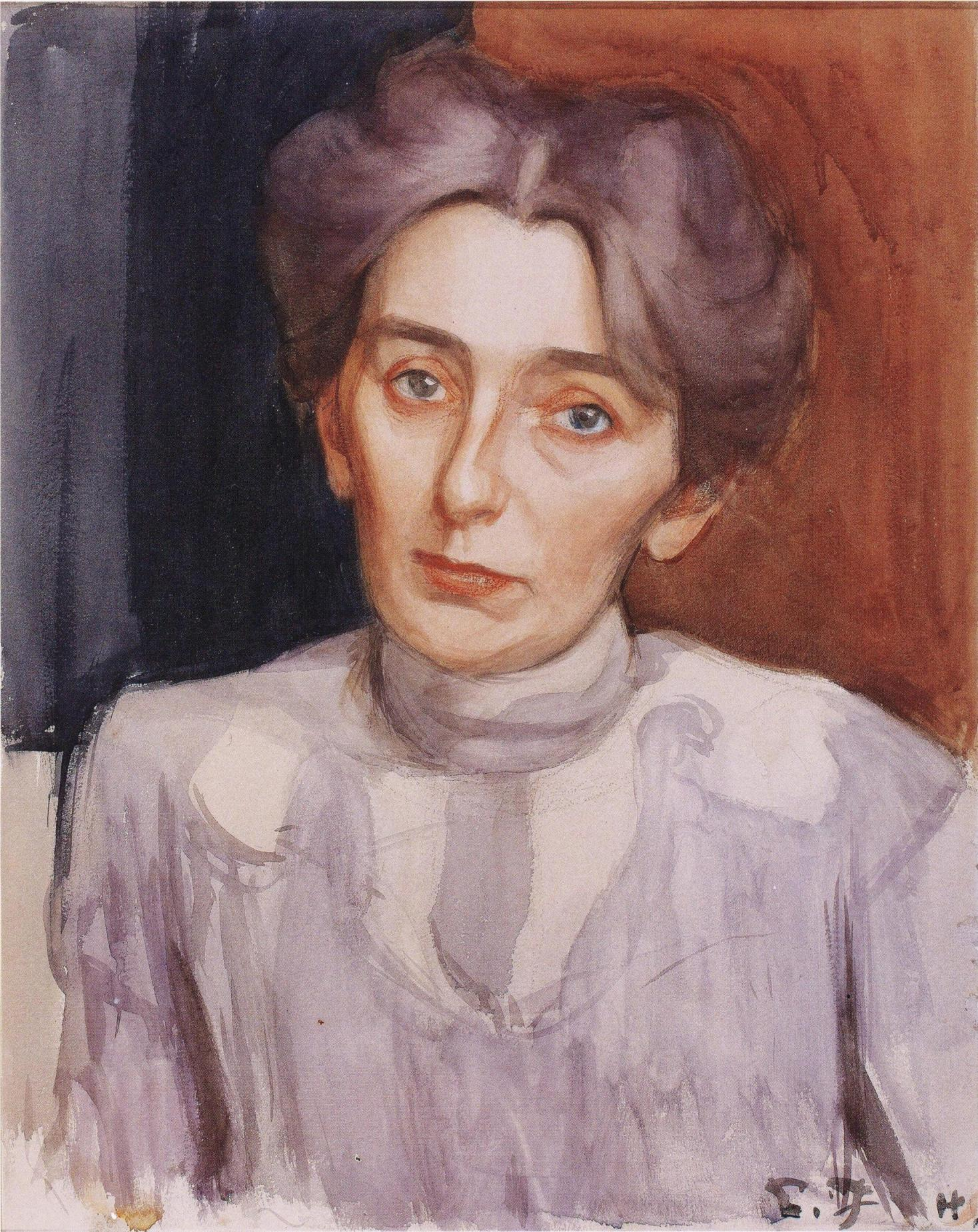
Aino Sibelius pintada por Eero Järnefelt en 1908.

### 1892-1930: primeros años de casados
Desde su compromiso habían hablado de comprar una casa en el campo y habían buscado una casa cerca del Lago Tuusula ya en 1898. Sin embargo, cuando el acaudalado tío de su marido murió en julio de 1903, compraron una parcela de alrededor de 10 120 m² en Järvenpää, cerca del Lago Tuusula, y utilizó su parte en la herencia de su tío para pagar al arquitecto Lars Sonck para que diseñara su casa, a la que llamaron Ainola. Se mudaron allí en otoño de 1904, después de haber tomado prestado una cantidad sustancial de dinero para comprar el terreno y construir la casa.
Los primeros años de Aino en Järvenpää fueron difíciles y estresantes, debido en parte a las preocupaciones financieras y por los problemas de su marido con la bebida y las juergas. Trató de reducir los gastos familiares mediante la creación de un huerto en la tierra pedregosa cerca de la casa. Y ya que no podía permitirse el lujo de escolarizar a los niños, Aino les enseñaba en casa, tarea que realizó con mucho éxito, ya que todos tuvieron buenos resultados más tarde cuando fueron a la escuela. Pasó un período en 1907 convaleciente en el sanatorio de Hyvinkää.
En 1908, su marido tuvo una operación de garganta y dejó de beber durante casi siete años, y esto resultó el comienzo de los años más felices de Aino. Margareta nació en 1908, luego Heidi en 1911 (cuando Aino tenía 40 años). Todos los niños se criaron en Ainola —el único momento en que tuvieron que vivir en otra parte, fue durante la guerra civil finlandesa en 1918, cuando se mudaron a Helsinki un par de meses—.

### 1930-1957: años posteriores
Por la década de 1930, los niños ya habían dejado la casa, y Aino quería mudarse a Helsinki para estar más cerca de ellos. Durante los próximos años pasaron algún tiempo en un apartamento alquilado en Helsinki, pero en 1941 se trasladaron de nuevo a Ainola con muchos de sus nietos, debido al riesgo de bombardeos por parte de la Unión Soviética. Jean y Aino Sibelius vivieron allí durante el resto de sus días, donde Aino continuó dedicándose devotamente a su esposo, su familia y a cuidar su huerto.

### 1957-1969: viuda

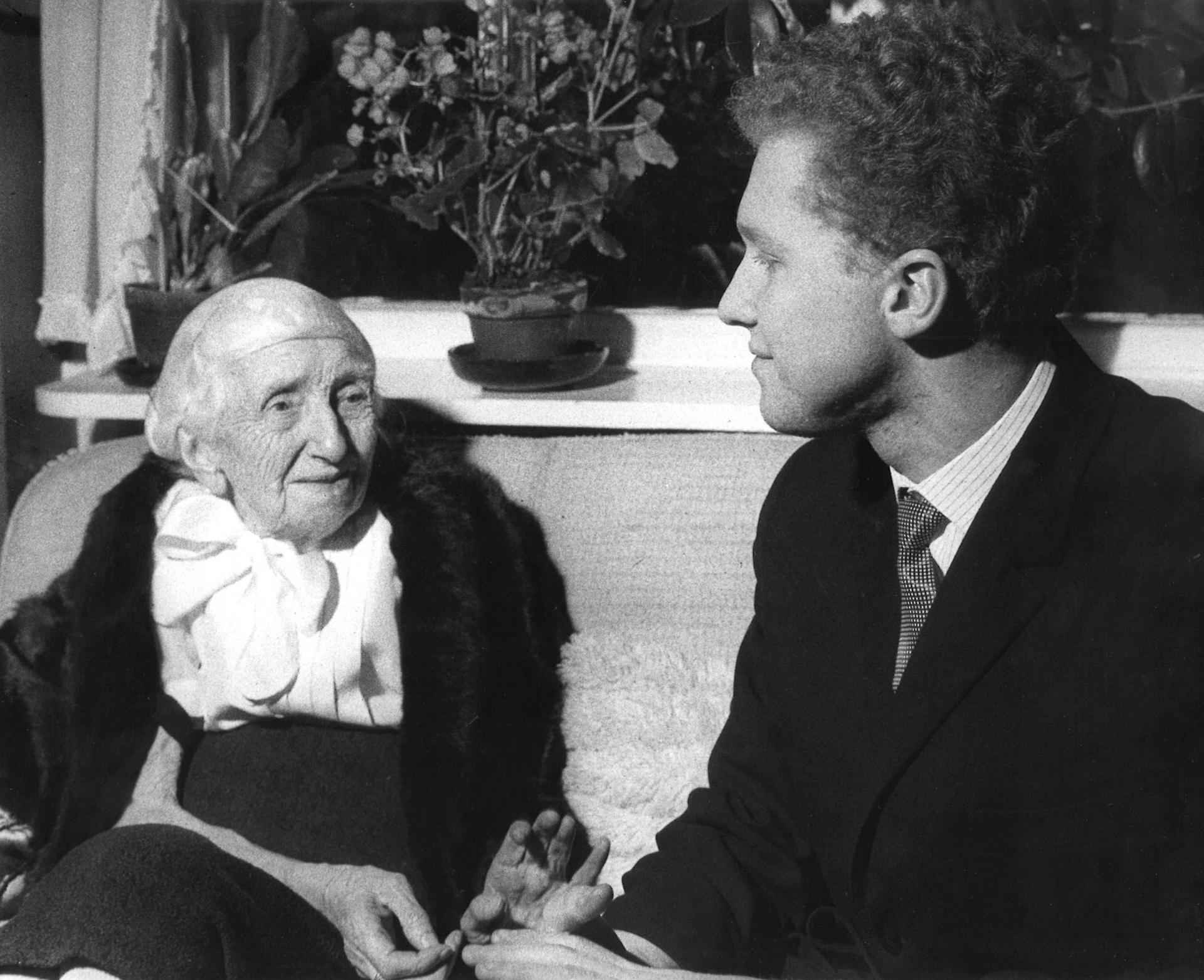
La señora Sibelius con el violinista ruso Oleg Kagan en el 100 aniversario del nacimiento de Jean Sibelius.

Jean Sibelius murió en Ainola, Järvenpää, el 20 de septiembre de 1957, y fue enterrado en su jardín. Aino continuó viviendo en Ainola. Dedicó sus últimos años a ordenar y clasificar los documentos de la familia y ayudó a Santeri Levas y Erik W. Tawaststjerna que estaban escribiendo las biografías de su difunto marido. Murió en Ainola el 8 de junio de 1969, con casi 98 años, y fue enterrada allí al lado de su marido.
En 1972 las hijas de Jean Sibelius, Eva, Ruth, Katarina, Margareta, y Heidi, decidieron vender Ainola al Estado y se abrió al público como museo en 1974.

## En sus propias palabras
Ella escribió acerca de su vida juntos:

Soy feliz de haber podido vivir a su lado. Siento que no he vivido en vano. No digo que siempre fuera fácil –he tenido que reprimir y controlar mis propios deseos– pero estoy muy feliz. Bendigo a mi destino y lo veo como un regalo del cielo. Para mí la música de mi marido es la palabra de Dios –su fuente es noble, y es maravilloso para vivir cerca de tal fuente.

## Correspondencia
La correspondencia de Aino Sibelius ha sido publicado como:
- Talas, Suvisirkku; Sibelius, Aino. Aino Sibeliuksen kirjeitä Järnefelt-suvun jäsenille (en finés). Helsinki, Finland: Suomalaisen Kirjallisuuden Seura. ISBN 951-717-978-2.
- Sibelius, Jean; Talas, Suvisirkku; Sibelius, Aino. Sydämen aamu: Aino Järnefeltin ja Jean Sibeliuksen kihlausajan kirjeitä (en finés). Helsinki, Finland: Suomalaisen Kirjallisuuden Seura. ISBN 951-746-148-8.
- Sibelius, Jean; Talas, Suvisirkku; Sibelius, Aino. Tulen synty: Aino ja Jean Sibeliuksen kirjeenvaihtoa 1892–1904 (en finés). Helsinki, Finland: Suomalaisen Kirjallisuuden Seura. ISBN 951-746-471-1.